# Vifa
Vifa, fondée en 1933 par N. C. Madsen, est un fabricant danois de haut-parleurs de qualité. Son nom vient de Videbæk Højttaler-fabrik.
Basé à Videbæk au Danemark, la société n'était à l'origine qu'un sous-traitant pour d'autres fabricants. Elle fournissait aussi des haut-parleurs marins et destinés à des applications militaires.
En 1950, Vifa entame une collaboration avec le distributeur norvégien SEAS, à qui elle fournit des châssis jusqu'en 1980. Encouragé par ce partenariat, Vifa revendique à partir de 1980 sa propre identité et lance une gamme complète de haut-parleurs, qui l'amène à devenir un des acteurs majeurs du secteur en Europe.
Après l'acquisition de Scan-Speak en 1987, Vifa s'oriente vers la production de produits de grande qualité. La société lance notamment en 1994 la technologie du couplage de membrane avec suspension non-résonante et de la membrane à comportement non-résonant en forme de pentagone.
En 1999, Vifa lance son produit vedette, le Ring Radiator de la série XT, développé auparavant par Scan-Speak mais rejeté car pas assez performant. Ce tweeter à bobine de 25mm est alors adopté par de nombreux fabricants. Scan-Speak repris ensuite le développement de ce produit pour en sortir une version sous son propre nom, plus sophistiquée et plus chère.
Après avoir racheté Peerless en 2000, Vifa forme le groupe D-S-T (Danish Sound Technology), qui sera absorbé par le groupe américain Tymphany en 2005. Les haut-parleurs Vifa, dont Tymphany abandonnera environ 60 % du programme, seront commercialisés sous le nom de Peerless V-line. Vifa est aujourd'hui une marque d'enceintes acoustiques et électroniques spécialisée dans les enceintes sans fil avec une qualité de son exceptionnelle. Depuis 2010 Vifa a lancé sur le marché quatre enceintes qui portent chacune le nom d'une capitale scandinave.